# 山田大貴
山田 大貴（やまだ だいき、2001年8月7日 - ）は、日本の男子バレーボール選手である。

## 来歴
静岡県田方郡函南町出身。友人と一緒にスポーツをしたいと考えたのがきっかけでバレーボールを始めた。
2017年、静岡市立清水桜が丘高等学校に進学。2年時の2018年、第12回アジアユース選手権大会(U-18)の日本代表メンバーに選出され、3年時の2019年にも第16回U19世界選手権の日本代表メンバーに選出された。
2020年、早稲田大学に進学し、常勝軍団のチームでのプレーを経験した。
2023年、第31回ユニバーシアード代表に選出された。
2023-24シーズン、V.LEAGUE DIVISION1 MEN（V1男子）に所属する東レアローズの内定選手となった。内定選手としてV1男子の試合に出場し、Vリーグデビューを果たした。
2025年、日本代表に初選出された。また、ワールドユニバーシティゲームズ日本代表に選出された。

## 球歴
- 日本代表 （2025年-）
- ユース日本代表
  - アジアユース選手権 - 2018年
  - U19世界選手権 - 2019年
- ユニバーシアード日本代表 - 2023年、2025年

## 所属チーム
- 函南町立東中学校（2014-2017年）
- 静岡市立清水桜が丘高等学校（2017-2020年）
- 早稲田大学（2020-2024年）
- 東レアローズ静岡（2024年-）